# Радиус Эйнштейна
Радиус Эйнштейна — радиус кольца Эйнштейна и характерный угол гравитационного линзирования в общем случае, представляющий собой характерное расстояние между изображениями при линзировании.

## Вывод

Геометрия гравитационной линзы

В следующем выводе радиуса Эйнштейна мы предположим, что вся масса M линзирующей галактики L сконцентрирована в центре галактики.
Для точечной массы отклонение можно вычислить, а результат при этом использовать как один из классических тестов общей теории относительности. Для малых углов α1 полное отклонение точечной массой M даётся выражением (см. метрика Шварцшильда)
{\displaystyle \alpha _{1}={\frac {4G}{c^{2}}}{\frac {M}{b_{1}}},}
где
b1 — прицельный параметр (минимальное расстояние, на которое луч света приблизился бы к центру масс),
G — гравитационная постоянная,
c — скорость света.
Заметим, что для малых углов, выраженных в радианах, точка наибольшего сближения b1 при угле θ1 для линзы L на расстоянии DL определяется из выражения b1 = θ1 DL, тогда угол отклонения α1 можно записать как
{\displaystyle \alpha _{1}(\theta _{1})={\frac {4G}{c^{2}}}{\frac {M}{\theta _{1}}}{\frac {1}{D_{\rm {L}}}}}
Если θS считать углом, под котором источник был бы виден без линзы (обычно просто так источник не наблюдается), а θ1 считать углом, под которым мы видим изображение объекта относительно линзы, тогда из геометрических свойств линзы (вычисляя расстояния в плоскости источника) можно заметить, что расстояние по вертикали, соответствующее углу θ1 на расстоянии DS такое же, как сумма двух вертикальных расстояний θS DS и α1 DLS. При этом получается уравнение линзы
{\displaystyle \theta _{1}\;D_{\rm {S}}=\theta _{\rm {S}}\;D_{\rm {S}}+\alpha _{1}\;D_{\rm {LS}},}
которое можно переписать в виде
{\displaystyle \alpha _{1}(\theta _{1})={\frac {D_{\rm {S}}}{D_{\rm {LS}}}}(\theta _{1}-\theta _{\rm {S}}).}
После приравнивания правых частей в соотношениях для {\displaystyle \alpha _{1}(\theta _{1})} можно получить соотношение
{\displaystyle \theta _{1}-\theta _{\rm {S}}={\frac {4G}{c^{2}}}\;{\frac {M}{\theta _{1}}}\;{\frac {D_{\rm {LS}}}{D_{\rm {S}}D_{\rm {L}}}}.}
Для источника прямо за линзой θS = 0, уравнение линзы для точечной массы даёт характерное значение угла θ1, называемое углом Эйнштейна и обозначаемое θE. Если выражать θE в радианах, а линзируемый источник находится далеко, то радиус Эйнштейна RE определяется выражением
{\displaystyle R_{E}=\theta _{E}D_{\rm {S}}}.
Считая θS = 0 и решая уравнение для θ1, получаем
{\displaystyle \theta _{E}=\left({\frac {4GM}{c^{2}}}\;{\frac {D_{\rm {LS}}}{D_{\rm {L}}D_{\rm {S}}}}\right)^{1/2}.}
Угол Эйнштейна для точечной массы является удобным линейным масштабом для работы с безразмерными переменными. В терминах угла Эйнштейна уравнение линзы для точечной массы имеет вид
{\displaystyle \theta _{1}=\theta _{\rm {S}}+{\frac {\theta _{E}^{2}}{\theta _{1}}}.}
Подстановка констант приводит к выражению (в угловых секундах)
{\displaystyle \theta _{E}=\left({\frac {M}{10^{11.09}M_{\bigodot }}}\right)^{1/2}\left({\frac {D_{\rm {L}}D_{\rm {S}}/D_{\rm {LS}}}{\rm {Gpc}}}\right)^{-1/2}{\rm {arcsec}}}
В последнем равенстве масса выражена в массах Солнца (M⊙), а расстояния — в гигапарсеках (Gpc). Радиус Эйнштейна наиболее значителен для линзирующего объекта, находящегося приблизительно на середине расстояния от источника до наблюдателя.
Для плотного скопления с массой Mc ≈ 10⋅1015 M⊙ на расстоянии 1 гигапарсек радиус будет составлять около 100 угловых секунд (явление макролинзирования). В случае гравитационного микролинзирования (при массах около 1 M⊙) и характерных расстояниях на масштабе внутри галактики (например, при D ~ 3 кпк), радиус Эйнштейна будет составлять миллисекунды дуги. Получение отдельных изображений явлений микролинзирования вследствие столь малых величин крайне затруднено при современной технике наблюдений.
Аналогично указанным выше выкладкам, для нижнего луча света, достигающего наблюдателя, будут справедливы равенства
{\displaystyle \theta _{2}\;D_{\rm {S}}=-\;\theta _{\rm {S}}\;D_{\rm {S}}+\alpha _{2}\;D_{\rm {LS}}}
и
{\displaystyle \theta _{2}+\theta _{\rm {S}}={\frac {4G}{c^{2}}}\;{\frac {M}{\theta _{2}}}\;{\frac {D_{\rm {LS}}}{D_{\rm {S}}D_{\rm {L}}}},}
следовательно
{\displaystyle \theta _{2}=-\;\theta _{\rm {S}}+{\frac {\theta _{E}^{2}}{\theta _{2}}}}
Если предположить, что линза обладает некоторым распределением вещества, а не является точечной массой, то следует применить дифференциальное выражение для угла отклонения α. Положение θI(θS) изображений источника в таком случае можно вычислить. В случае малых отклонений по изображению можно однозначно восстановить реальное распределение излучения, но в случае сильных отклонений изображения могут стать кратными, что делает невозможным однозначное восстановление. Отметим, что для возникновения колец Эйнштейна распределение вещества в линзирующем объекте должно обладать осевой симметрией.